# Mount Reynolds
Mount Reynolds är ett berg i Antarktis. Det ligger i Västantarktis. Argentina, Chile och Storbritannien gör anspråk på området. Toppen på Mount Reynolds är 1 130 meter över havet.
Terrängen runt Mount Reynolds är varierad. Trakten är obefolkad. Det finns inga samhällen i närheten.